# ロブ・トンプソン
ロブ・トンプソン（Rob Thompson、1991年8月29日 - ）は、ジャパンラグビーリーグワン東芝ブレイブルーパス東京に所属するラグビーユニオン選手。

## プロフィール
- ニュージーランド・パヒアトゥア出身。
- ポジションはウィング(WTB)、センター(CTB)。
- 身長 184 cm、体重 103 kg
- マオリ・オールブラックスに選ばれたことがある[1]。

## 略歴
カンタベリー、クルセイダーズ、ハイランダーズ、マナワツを経て、2020年、トヨタ自動車ヴェルブリッツ(現・トヨタヴェルブリッツ)に加入。
2021年2月20日にジャパンラグビートップリーグ第1節東芝ブレイブルーパス戦に先発出場で日本での公式戦初出場を果たす。
2023年、東芝ブレイブルーパス東京に加入。